# Енергія випромінювання (оптика)
Ене́ргія випромі́нювання — фізична величина, одна з основних енергетичних фотометричних величин. Являє собою енергію, що переноситься оптичним випромінюванням. Служить основою для інших енергетичних фотометричних величин.
Одиницею вимірювання в Міжнародній системі одиниць (SI) є джоуль (Дж), у системі СГС — ерг (ерг).
Як буквене позначення використовується {\displaystyle Q_{e}} або {\displaystyle W}.
В системі світлових величин аналогом енергії випромінювання є світлова енергія {\displaystyle Q_{v}}.

## Спектральна густина енергії випромінювання
Якщо випромінювання немонохроматичне, то в багатьох випадках виявляється корисним використовувати таку величину, як спектральна густина енергії випромінювання. Спектральна густина енергії випромінювання являє собою енергію випромінювання, що припадає на малий одиничний інтервал спектра. Точки спектра при цьому можуть задаватися їх довжинами хвиль, частотами, енергіями квантів випромінювання, хвильовими числами або будь-яким іншим способом. Якщо змінною, що визначає положення точок спектра, є деяка величина {\displaystyle x}, то відповідна їй спектральна густина енергії випромінювання позначається {\displaystyle Q_{e,x}(x)} і визначається як відношення величини {\displaystyle dQ_{e}(x),} що припадає на малий спектральний інтервал, розміщений між {\displaystyle x} і {\displaystyle x+dx,} до ширини цього інтервалу:
{\displaystyle Q_{e,x}(x)={\frac {dQ_{e}(x)}{dx}}.}
Відповідно, в разі використання довжин хвиль, для спектральної густини енергії випромінювання буде виконуватися:
{\displaystyle Q_{e,\lambda }(\lambda )={\frac {dQ_{e}(\lambda )}{d\lambda }},}
а за використання частоти —
{\displaystyle Q_{e,\nu }(\nu )={\frac {dQ_{e}(\nu )}{d\nu }}.}
Слід мати на увазі, що значення спектральної густини енергії випромінювання в одній і тій самій точці спектра, одержувані за використання різних спектральних координат, не збігаються. Тобто, наприклад, {\displaystyle Q_{e,\nu }(\nu )\neq Q_{e,\lambda }(\lambda ).} Неважко показати, що, з урахуванням
{\displaystyle Q_{e,\nu }(\nu )={\frac {dQ_{e}(\nu )}{d\nu }}={\frac {d\lambda }{d\nu }}{\frac {dQ_{e}(\lambda )}{d\lambda }}} і {\displaystyle \lambda ={\frac {c}{\nu }}},
правильне співвідношення набуває вигляду:
{\displaystyle Q_{e,\nu }(\nu )={\frac {\lambda ^{2}}{c}}Q_{e,\lambda }(\lambda ).}

## Світловий аналог
В системі світлових фотометричних величин аналогом енергії випромінювання є світлова енергія {\displaystyle Q_{v}}. Відносно енергії випромінювання світлова енергія є зредукованою фотометричною величиною, одержуваною з використанням значень відносної спектральної світлової ефективності монохроматичного випромінювання для денного зору {\displaystyle V(\lambda )}:
{\displaystyle Q_{v}=K_{m}\cdot \int \limits _{380~nm}^{780~nm}Q_{e,\lambda }(\lambda )V(\lambda )d\lambda ,}
де {\displaystyle K_{m}} — максимальна світлова ефективність випромінювання, рівна в системі SI 683 лм/Вт. Її числове значення випливає безпосередньо з визначення кандели.